# デルタロケット

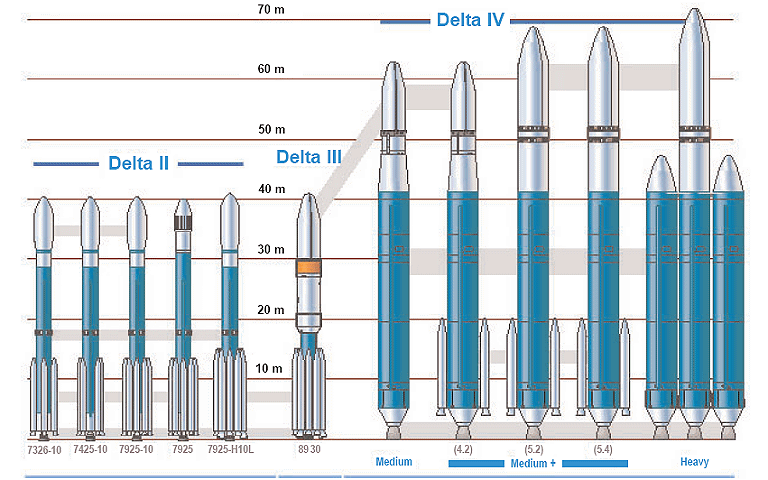
デルタロケットファミリー

デルタ (Delta) ロケットは、アメリカ合衆国で開発・運用されている人工衛星打ち上げ用中型ロケット。40年以上の長きに渡って改良を加えつつ打上げが継続されている。最新のデルタIVシリーズは第1段が新設計された大型ロケットであり、2002年に初飛行し、2004年12月にはHeavyコンフィギュレーションの機体が初飛行した。

## 歴史

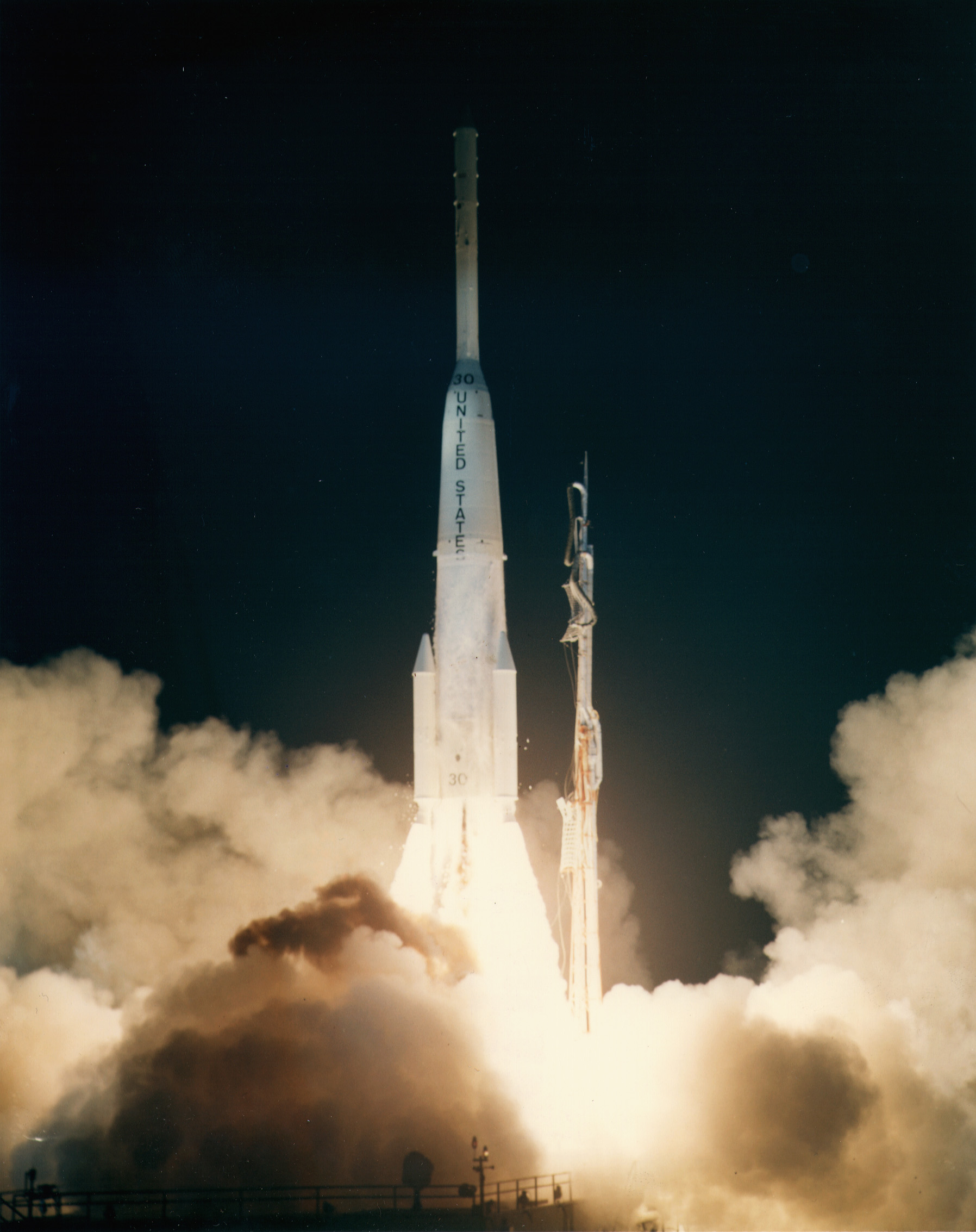
デルタDロケットによる通信衛星インテルサット一号の打ち上げ（ケープ・カナベラル、1965年4月6日）

デルタは元々ソー中距離弾道弾 (IRBM) を基に二段式打上げロケットへと発展させたソーロケットシリーズが母体になっている。「デルタ」はソーの2段目（のひとつ）の名称であり、本来は「ソー・デルタ」だったが、アメリカ航空宇宙局 (NASA) が非軍事用の打上げに用いる際にデルタと改称したものである。製造はダグラス社（後のマクドネル・ダグラス社。現在はボーイング社に吸収されている）。
初飛行は1960年で、この時は失敗したが以後順調に成功を収め、改良型がデルタA-Nまで様々な形態で用いられた。さらに、デルタ0300・1914・2914などのモデルが続いたが、スペースシャトルの就役により1980年代中盤に一旦生産が打ち切られた。
しかし、1986年1月28日のチャレンジャー号爆発事故によりシャトルの運用が中断、シャトルによる民間衛星の打上げも以後中止されたため、デルタの開発・生産が再開された。この結果、デルタII（デルタ2）と呼ばれる一連のシリーズ（6900/7900番台）が誕生し、1989年から運用開始され、現在に至っている。
1960年以来デルタの1段目は、エンジンこそLR79-7→MB3-1→MB3-3→RS-27 (A/C) と変わったものの、一貫して推進剤に液体酸素/ケロシンを使った液体燃料ロケットエンジンを用いている。1段目の直径は2.4 mであるが、長さは燃料タンクの増量に伴い何度か延長されている。
第2段とストラップ・オン・ブースターを増強することで能力を倍増させたデルタIIIが開発されたが、失敗が続いたために信用を築くことができず、また後継のデルタIVの完成が近づきデルタIIIを存続させる意義が失われたため、3号機の打ち上げをもって退役する運びとなっている。
新設計した第1段とデルタIIIの第2段を組み合わせたデルタIVシリーズは、中量級の機体が2002年11月と2003年3月に打上げに成功し、重量級も2004年12月と2009年1月に打ち上げられた。エンジンのバルブ、熱交換器、第2段液体水素タンクを三菱重工業が、酸化剤タンクをボーイングが、それぞれ製造している。
デルタロケットは、これまでにシリーズを通して300機近い打上げが行われている。最新のデルタIVシリーズは、アメリカの軍事衛星、アメリカ国家偵察局（NRO）やアメリカ航空宇宙局 (NASA) などの各政府機関の衛星を打ち上げるために開発されたもので、同趣旨で開発されたアトラスVと共に、軍事衛星などの打ち上げの中核をなしてきた。
日本のN-IおよびN-IIロケットはデルタの技術を導入して作られており、主要部分は米国製である。H-Iについても1段目はデルタ用の主エンジンと固体燃料ロケットブースターを使用しており、米国製技術の割合が高い（詳細は各ロケットの項目を参照）。

## 形式・構成

### 初期のデルタ（ソー・デルタ）
- 1段目は準中距離弾道ミサイルのソーを転用 (エンジンはロケットダイン LR79)。
- デルタは2段目で、硝酸/UDMH系のエアロジェットAJ10-118エンジンを搭載。
- デルタ、デルタA-N

### デルタ A
MB-3 ブロック II エンジンを備える。推力が従来の680 kNから760 kNに増強された。
13号機でEPE2、14号機で EPE3を打ち上げた。

### デルタ B
- 上段がAJ10-118Dに更新された。3ftタンクが延長され、より高エネルギーの酸化剤が使用され、半導体素子を用いた誘導装置が搭載された。
- デルタ計画は'暫定'から'運用'状態になった。
- 91 kgを静止トランスファ軌道へ投入する能力を有する。

15号機によって1962年12月13日NASAの2番目の通信衛星であるリレー 1が打ち上げられた。NASAにとって最初の能動的な衛星だった。
16号機によって1963年2月13日17b射場からシンコム1号が打ち上げられた。チオコール製のスター13B固体燃料ロケットが軌道投入に使用された。
1963年7月26日、シンコム2号が太陽同期軌道へ投入されたがデルタロケットの性能の制約により軌道が33°傾斜した。

### デルタ C
- 3段目を従来のアルタイルからスカウトロケットに使用する為に開発されたABL X-258を備えたアルタイル2に換装した。76 mm長くなり、10%重くなったが推力は計65%増えた。

試験的に太陽観測衛星OSO-4を打ち上げた。

### デルタ D
- 推力増強型のデルタロケットとして知られる。
- 推力増強型のデルタCにキャスター 1固体燃料補助ロケットを3本備える。

25号機は1964年8月19日.最初の静止通信衛星であるシンコム 3号を打ち上げた。
30号機は1965年4月6日にインテルサット1号を打ち上げた。

### デルタ E
- 推力増強型のデルタロケットとして知られる。
- 1965年
- デルタDよりも45 kg重い静止トランスファ軌道へ投入できる。
- キャスター2はキャスター1固体燃料補助ロケットと比較して同規模の推力で燃焼時間が長い。
- MB-3 ブロック III コアエンジンは推力が8.9 kN大きい。
- 2段目にAJ10-118Eを採用し、直径が従来の0.84 mから1.40 mに拡大された。エンジン燃焼時間は2倍になった。
- 再着火回数を無制限にする為に加圧用ヘリウムタンクが追加された。
- 3段目はアルタイル2またはFW-4Dの2機種が選択可能だった。後にデルタE1として加えられた。
- アジェナから新しいフェアリングが導入された。

1965年11月6日に最初のデルタEによって気象衛星GEOS 1が打ち上げられた。

### デルタ F
製作されなかった。

### デルタ G
- デルタEの派生機種で2段式
- 生物衛星1号と2号の打ち上げに使用された。

1号機が1966年12月14日. 生物衛星1号の打ち上げに使用された。
2号機が1967年9月7日. 生物衛星2号の打ち上げに使用された。

### デルタ J
- より大型のチオコール スター37D固体燃料ロケットを3段目に使用
- 1968年7月4日; エクスプローラー38号の打ち上げに使用された。

### デルタ K
製作されなかった。

### デルタ L
- 1段目の推進剤のタンクを延長し、直径8ft (2.4 m) に拡大。胴体にくびれがない。
- 3段目にユナイテッド・テクノロジーFW-4D 固定燃料モータを採用。

### デルタ M
- 3段式
- 燃料タンク延長型ソー (MB-3 ブロック III) にキャスター2ブースターを3基増設
- 3段目にアポジキックモータとしてスター37Dを搭載
- 1968年から1971年にかけて12基の打ち上げに成功[7]。

### デルタ N
- デルタ Mの派生機種で2段式
- 1968年から1972年にかけて9回 デルタ Nが打ち上げられ、8回打ち上げに成功した[8]。

### 'スーパー シックス'
- デルタ M又はデルタ N は3本の固体燃料補助ロケットを備える。
- 1,000ポンド (450 kg) を静止軌道へ投入する。

### 打ち上げの信頼性
1969年から1978年にかけてソーデルタはNASAでもっとも多く打ち上げられたロケットで計84回打ち上げられた（スカウトは2番目に多く打ち上げられたロケットで32回打ち上げられた）。
NASAは自身の衛星を打ち上げるだけでなく、同様に政府の他の機関や外国政府の人工衛星の打ち上げも実費で打ち上げを行った。NASA以外の63機の衛星がNASAによって打ち上げられた。84機以外に7機が失敗、若しくは部分的失敗だった（成功率は91.6%だった）。

### 初期のデルタ（数字形式のモデル）

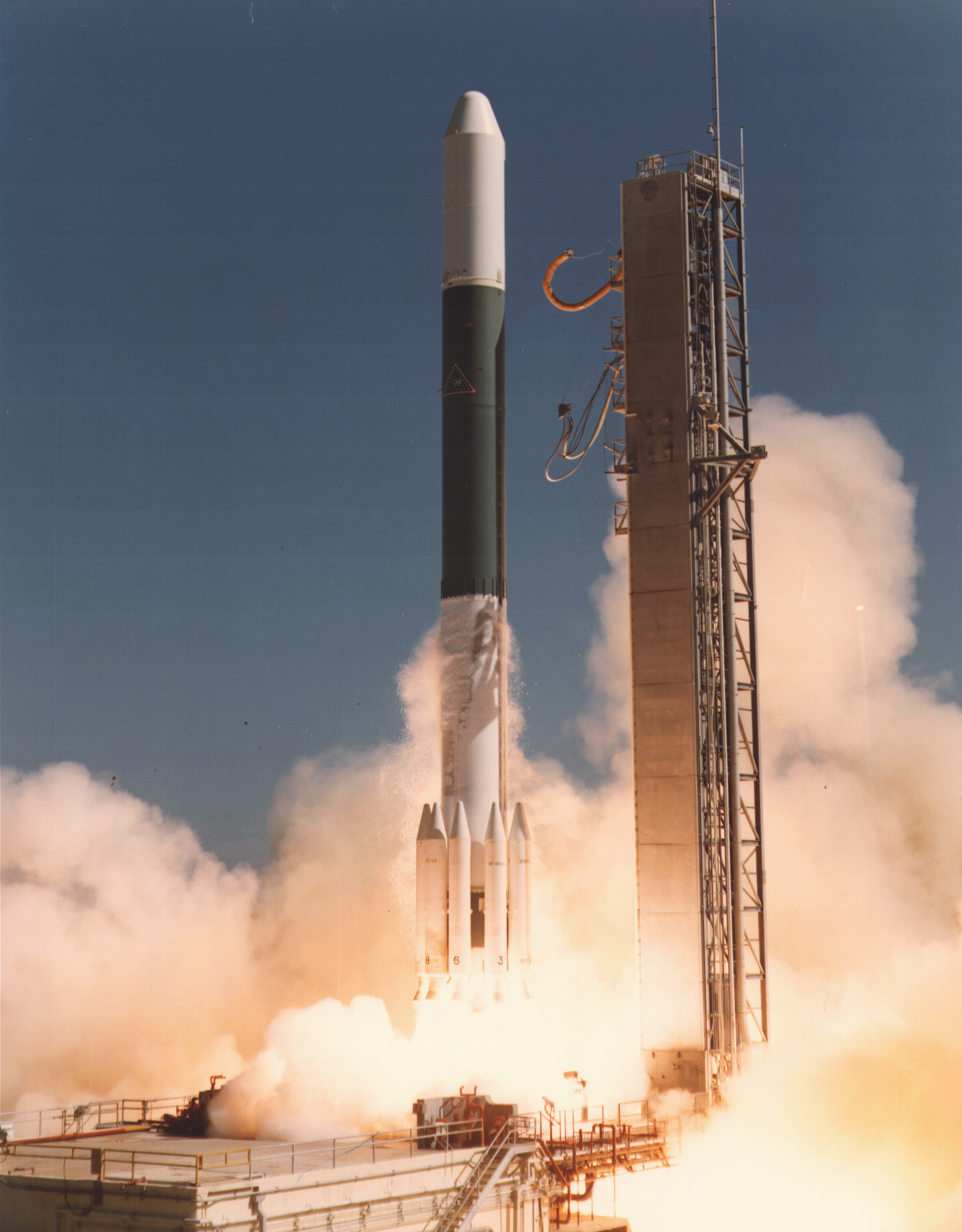
デルタ2000シリーズ(2914)

以後4桁の数字で構成を表す方式になった。
4桁目 (1000位）: 1段目コアステージ構成
3桁目 (100位) : 1段目固体ブースタ個数 (0/3/6/9)
2桁目 (10位) : 2段目構成
1桁目 (1位) : 3段目構成
- デルタ0000 (1972年から1973年まで使用)

0300, 0900
- デルタ1000 (1972年から1973年まで使用)

1604, 1900, 1910, 1913, 1914
- デルタ2000 (1974年1月から1981年頃まで使用)

2310, 2313, 2410, 2910, 2913, 2914
- デルタ3000 (1975年12月から1989年頃まで使用)

3910, 3913, 3914, 3920, 3924
4925, 5920

### デルタ 904
1972年7月23日、ランドサット1号の打ち上げで初めて固体燃料補助ロケットを9本備え、2段目には改良されたAJ10-118Fを備えた仕様で打ち上げられた。このソー・デルタの機種は904として識別される。

### デルタ 1000シリーズ
- 延長されたタンクと直径8ft (2.4 m) のフェアリングを備える。愛称は従来の機種に見られたくびれがない直径8フィートに由来する"ストレイト-エイト"である。
- 9本のキャスターII補助ロケットを備える。
- 最初に打ち上げに成功した1000シリーズは1972年9月22日のエクスプローラー47号である[11]。

### デルタ 2000シリーズ
- 新型のロケットダイン RS-27 主エンジンと延長タンクを特徴とする。直径はくびれのない8フィートである。
- デルタ2910は1975年のランドサット2号と1978年のランドサット3号の打ち上げに使用された。
- デルタ2914は1977年7月14日に日本の気象衛星ひまわり、1978年4月7日に放送衛星ゆり1号の打ち上げに使用された[12]。

### デルタ 3000シリーズ
- 増強されたキャスターIV固体燃料補助ロケットを備える。1段目は1000-や2000-と同じである。
- 同様にPAM (Payload Assist Module)/スター 48B固体燃料補助ロケットが導入された。後にデルタIIの3段目に使用される。
- デルタ3914は1976年5月にアメリカ政府の打ち上げの承認を取得した[11]。

### デルタ 4000シリーズ
- 古いMB-3主エンジンを延長されたタンクとキャスターIV固体燃料補助ロケットを備える。
- 2回だけ打ち上げられた。
- 初めてデルタ-Kの2段目が使用された。

### デルタ 5000シリーズ
- 1段目にRS-27エンジンと延長されたタンクとキャスターIVA固体燃料補助ロケットを備える。
- 1回だけ使用された。

### デルタ II シリーズ

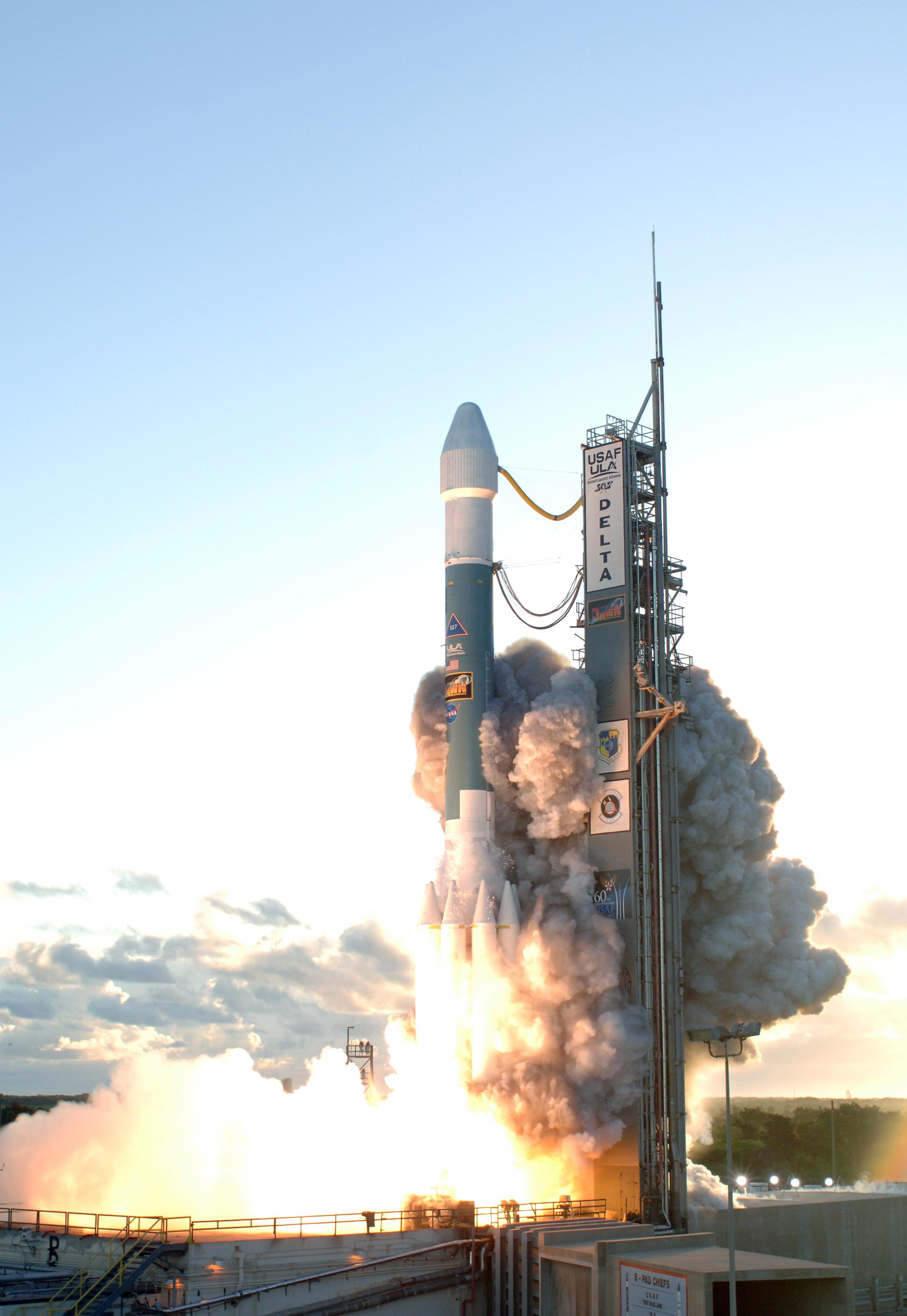
デルタIIロケット

デルタIIシリーズはデルタ6000とデルタ7000の2種類の派生機種（軽量級と重量級）から構成される。

#### デルタ 6000シリーズ
1986年のチャレンジャー号爆発事故によりデルタロケットの打ち上げが継続されるようになりデルタIIが開発された。
- 延長型タンクを1段目に備え12フィート分推進剤の搭載量が増えた。
- キャスター IVA固体燃料補助ロケットが導入された。打ち上げ時に6本に点火され飛行中に3本が点火される。
- デルタ6900 (1989年2月に初飛行)

6925

#### デルタ 7000シリーズ
- 主エンジンにRS-27Aを導入し、高高度と低高度における効率を改善した
- ハーキュリーズ社（後のATK）のGEM-40固体燃料補助ロケットを導入した。全長は伸びたが軽量化されたことにより積載量が増えた。

#### デルタ II ミッド・ライト
7000シリーズは3段目を持たず固体燃料補助ロケットが少ない（3本か4本）。通常はNASAの小型の衛星の打ち上げに使用された。
- デルタ7900 (1990年11月に初飛行)

7320, 7326, 7425, 7920, 7925

#### デルタ II ヘビー
デルタ II 792X はデルタIIIからの増強されたGEM-46固体燃料補助ロケットを備える。
- デルタII ヘビー (7920H) (2003年8月に初飛行)

### デルタIII (8000-シリーズ)
マクドネル・ダグラス/ボーイングはデルタIII (デルタ3) は大型化する人工衛星の需要に対応するため外形4mのフェアリングを装着したもので、全長を抑えるために1段目の燃料タンクを4mと大型化した先太な外観が特徴である。さらに、固体ブースターもGEM（グラファイトエポキシモーター）に大型化して推力を増し、2段目も液体酸素・液体水素を推進剤とするRL-10B-2型に変更され、LEOに8,292kg、静止トランスファ軌道 (GTO) に3,810kgのペイロードを投入可能である。
1998年8月・1999年5月と打上げに失敗して商用衛星を喪失したため、改めて2000年8月に打上げを行い、試験用ペイロードを中高度の軌道に投入することに成功した。

#### 概要
- 2段式の上段は燃料効率が低いので単段の液体水素燃料上段に更新し、性能を向上して固定費と射場での工数を削減した。エンジンはセントール上段ロケットで使用されているプラット&ホイットニーのRL-10を備えた。水素燃料タンクの直径は4mでオレンジ色の断熱材が露出しており、より細い液体酸素タンクとエンジンは点火時まで覆われている。燃料タンクは日本の三菱重工業で製造された[1]。
- 打ち上げ時に横風の影響を減らす為に1段目のケロシンのタンクは太くなり、長さは短縮され直径は上段の衛星フェアリングの直径に合わせられている。
- 9本のGEM-46固体燃料補助ロケットが備えられる。そのうち3本は推力偏向ノズルを備える。

デルタIIIの打ち上げは最初の2回は失敗し、3回目だけが模擬衛星を軌道へ投入した。

### デルタIV

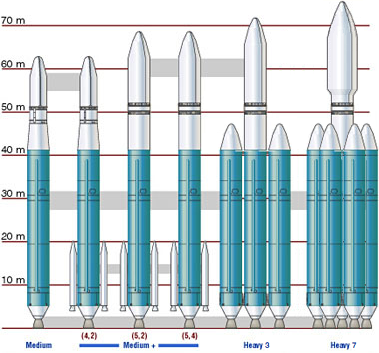
デルタIVロケット

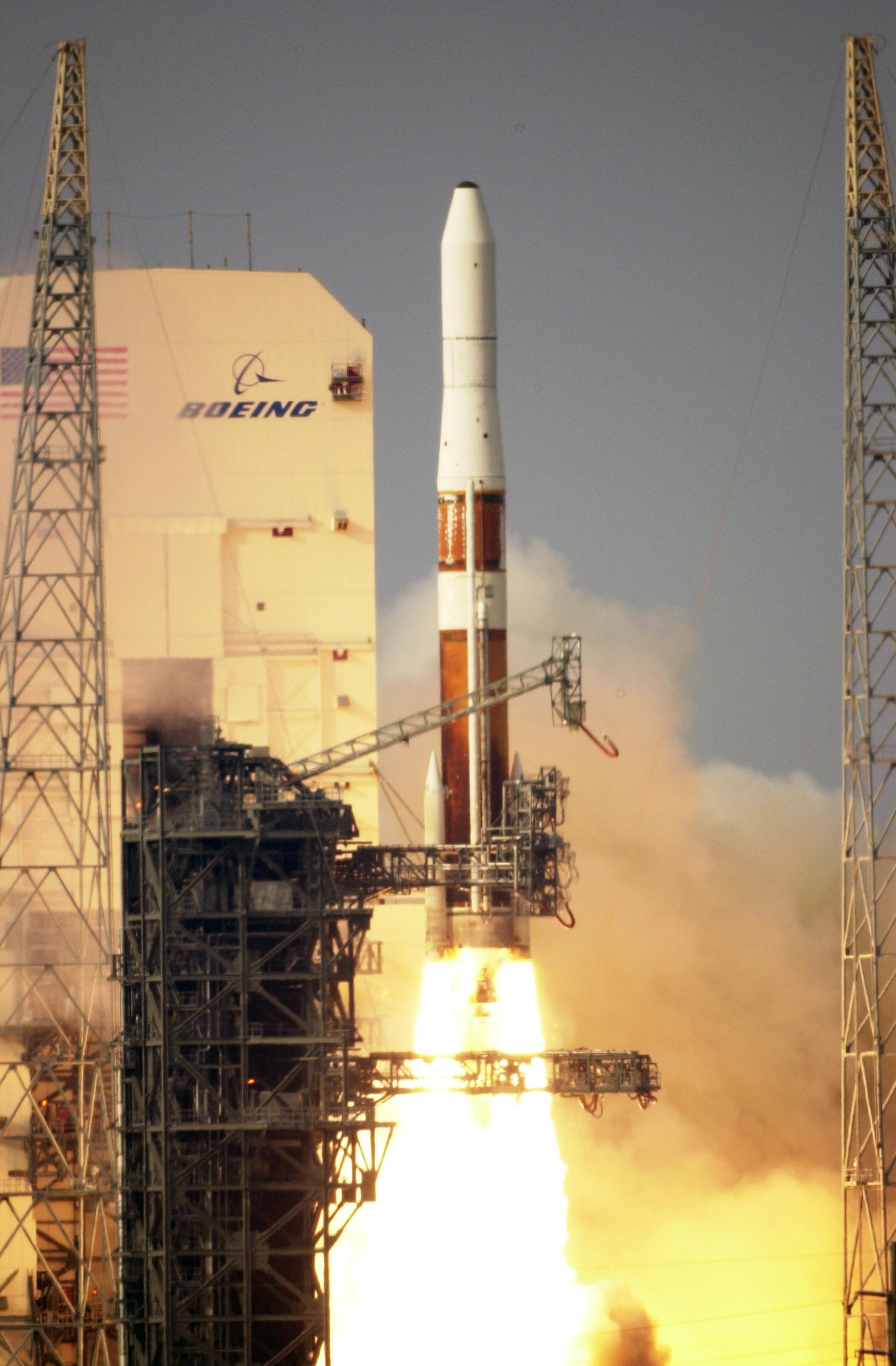
デルタIVロケット ミディアム-プラス (4,2)

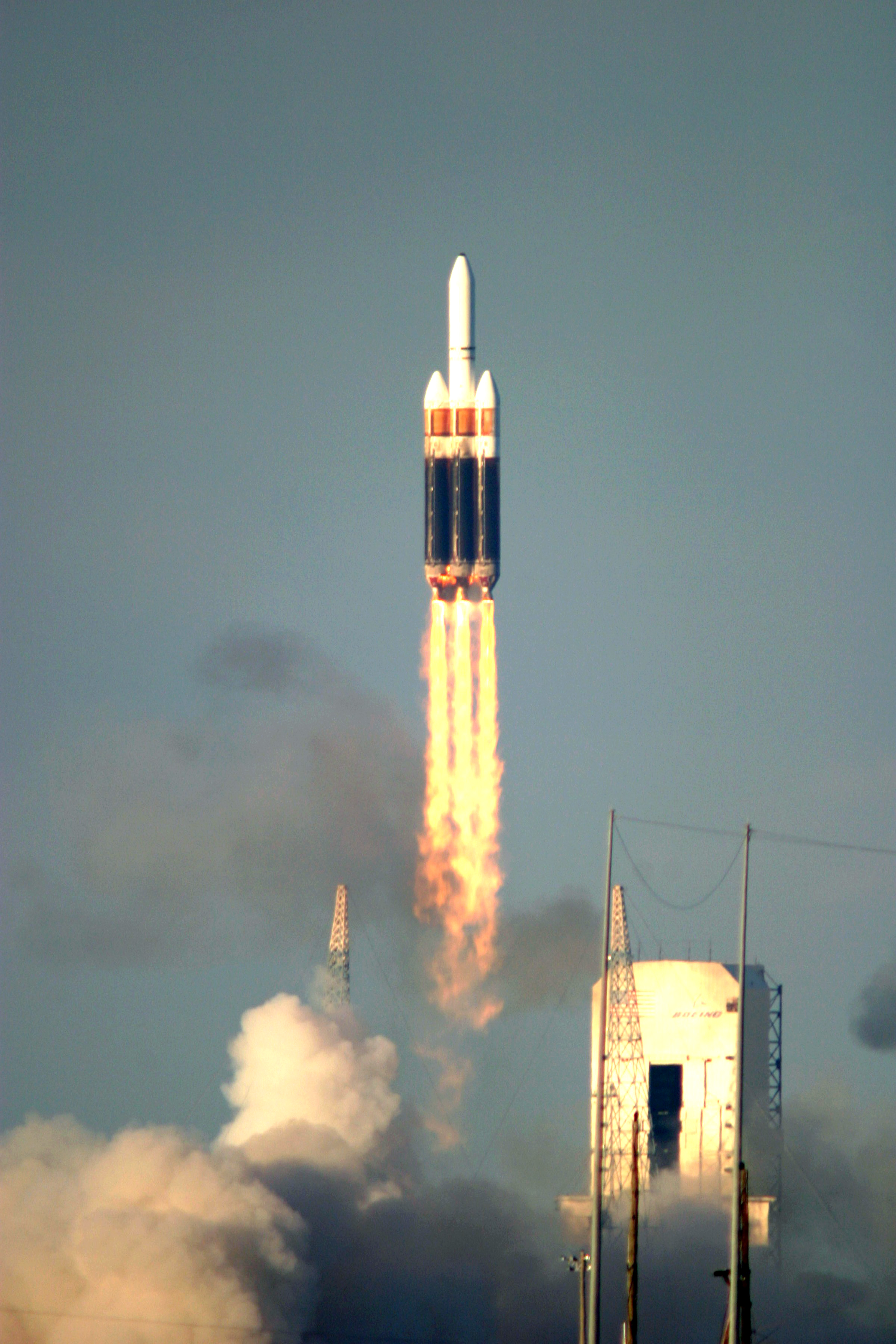
デルタIVロケット ヘビー、ケープ・カナベラル（2004年12月10日）

アメリカ空軍の発展型使い捨てロケット (Evolved Expendable Launch Vehicle: EELV) 計画の一環としてマクドネル・ダグラス/ボーイングはデルタIVを提案した。部材や技術を既存の機種から流用する事が計画の狙いでボーイングとロッキード・マーティンはそれぞれのEELVを開発した。デルタIVはアラバマ州Decaturの新工場で生産される。
デルタIVは、デルタIIIまでの直径2.4mでLox/ケロシン燃料の一段目と全く異なる。新設計の直径5.1mもある1段目コアステージ（共通コアブースタ、CBC）は、1970年代のスペースシャトルの主エンジン以来となる新規開発の液体酸素/液体水素を推進剤としたRS-68型液体燃料ロケットエンジンを採用した。このエンジンはコスト低減に主眼が置かれ、低圧の燃焼室圧力、単純な構造のノズルを特徴としている。燃焼室とノズルの上部はソビエト連邦で開発されたチャンネルウォール構造を取り入れている。ノズル下部はアブレーションによる冷却を用いている。また、2段目はデルタIIIと同じRL10B-2型液体燃料ロケットエンジンである。打ち上げ塔の配管や電気回路の必要性が取り除かれた。ペイロードにあわせ3種類5形式の構成が可能で、CBCだけの中型から、デルタIIIよりさらに大型化した直径60インチの固体燃料ブースター (GEM-60G) を装着した中量級3形式、1段目にCBCを3本束ねた重量級がある。これにより静止トランスファ軌道 (GTO) に対するペイロードは4,210kgから13,130kgまでの質量に対応する。
- ミディアム (2003年3月初飛行)
- ミディアム-プラス (4,2) (2002年11月初飛行)
- ミディアム-プラス (5,2)
- ミディアム-プラス (5,4) (2009年12月初飛行)
- ヘビー (2004年12月初飛行)

## デルタロケットの番号システム
1972年、マクドネルダグラスは4桁の番号を従来の名称の代わりに導入した。新しいシステムではデルタロケットの新しい改善や変更により良く対応する事が出来る。(そして枯渇するアルファベットの問題も解決できる)1桁目はタンクとエンジンの形式、2桁目は固体補助燃料ロケットの数、3桁目は2段目、4桁目は3段目をあらわす。
| 番号 | 1桁目 (第1段/補助ロケット)                                      | 2桁目 (補助ロケットの数)                                            | 3桁目 (第2段)                                | 4桁目 (第3段)    | 備考 (ヘビー仕様)           |
| ---- | --------------------------------------------------------------- | ------------------------------------------------------------------- | -------------------------------------------- | ---------------- | --------------------------- |
| 0    | 燃料タンク延長型ソー MB-3 エンジン キャスター2固体燃料ロケット  | 固体燃料ロケットなし                                                | AJ-10エンジン搭載型デルタ                    | 3段目なし        | N/A                         |
| 1    | 燃料タンク延長型ソー MB-3 エンジン キャスター2 固体燃料ロケット | N/A                                                                 | TR-201エンジン搭載型デルタ                   | N/A              | N/A                         |
| 2    | 燃料タンク延長型ソー RS-27エンジン キャスター2 固体燃料ロケット | 2基の固体燃料ロケット (またはデルタIVHの場合は液体燃料補助ロケット) | AJ-10エンジン搭載型デルタK                   | FW-4D (飛行せず) | N/A                         |
| 3    | 燃料タンク延長型ソー RS-27エンジン キャスター4固体燃料ロケット  | SRB 3基                                                             | デルタ III 低温上段, RL-10B-2エンジン        | スター37D        | N/A                         |
| 4    | 燃料タンク延長型ソー MB-3 エンジン キャスター4A SRB             | SRB 4基                                                             | デルタIV 直径4m 低温上段, RL-10B-2 エンジン  | スター37E        | N/A                         |
| 5    | 燃料タンク延長型ソー RS-27 エンジン キャスター4A SRB            | N/A                                                                 | デルタ IV 直径5m 低温上段, RL-10B-2 エンジン | スター48B/PAM-D  | N/A                         |
| 6    | 燃料タンク追加延長型ソー RS-27 エンジン キャスター4A SRB        | SRB 6基                                                             | N/A                                          | スター37FM       | N/A                         |
| 7    | 燃料タンク追加延長型ソー RS-27A エンジン GEM 40 SRB             | N/A                                                                 | N/A                                          | N/A              | GEM 46 SRB                  |
| 8    | 強化型燃料タンク延長型ソー RS-27A エンジン GEM 46 SRB           | N/A                                                                 | N/A                                          | N/A              | N/A                         |
| 9    | デルタIV CBC RS-68エンジン                                      | 9基のSRB                                                            | N/A                                          | N/A              | 1段目に2基のCBCを並列に追加 |

この番号システムは2005年に新しいシステムが導入された事により廃止された。実際には、このシステムは使用されていない。
| 番号 | 1桁目 (第1段/補助ロケット)                            | 2桁目 (補助ロケットの数)                        | 3桁目 (第2段)                                | 4桁目 (第3段)   | 備考 (ヘビー仕様)           |
| ---- | ----------------------------------------------------- | ----------------------------------------------- | -------------------------------------------- | --------------- | --------------------------- |
| 0    | N/A                                                   | 固体燃料補助ロケットなし                        | N/A                                          | 3段目なし       | N/A                         |
| 1    | N/A                                                   | N/A                                             | N/A                                          | N/A             | N/A                         |
| 2    | 更に延長されたタンクのソー RS-27A エンジン GEM 40 SRB | SRB (デルタIVHの場合は液体燃料補助ロケット) 2基 | AJ-10エンジン搭載型デルタ K                  | N/A             | GEM 46 SRB                  |
| 3    | 更に延長されたタンクのソー RS-27A エンジン GEM 46 SRB | SRB 3基                                         | N/A                                          | N/A             | N/A                         |
| 4    | デルタ IV CBC RS-68エンジン                           | SRB 4基                                         | デルタ IV 直径4m 低温上段, RL-10B-2 エンジン | N/A             | 1段目に2基のCBCを並列に追加 |
| 5    | N/A                                                   | N/A                                             | デルタ IV 直径5m 低温上段, RL-10B-2 エンジン | スター48B/PAM-D | N/A                         |
| 6    | N/A                                                   | N/A                                             | N/A                                          | スター37FM      | N/A                         |
| 7    | N/A                                                   | N/A                                             | N/A                                          | N/A             | N/A                         |
| 8    | N/A                                                   | N/A                                             | N/A                                          | N/A             | N/A                         |
| 9    | N/A                                                   | 9基のSRB                                        | N/A                                          | N/A             | N/A                         |